# فالسالابروسو
فالسالابروسو (بالإسبانية: Valsalabroso)‏ هي municipality of Spain تقع في إسبانيا في شلمنقة (مقاطعة).